# Пудеройєн
Пудеройєн (нід. Poederoijen) — село в нідерландській провінції Гелдерланд. Входить до муніципалітету Залтбоммел.
Його площа становить 6,21км², а населення станом на 2021 рік складало 1 095 осіб.
Перша згадка про населений пункт датується 850  роком. До 1955 року мало статус окремого муніципалітету.

## Галерея

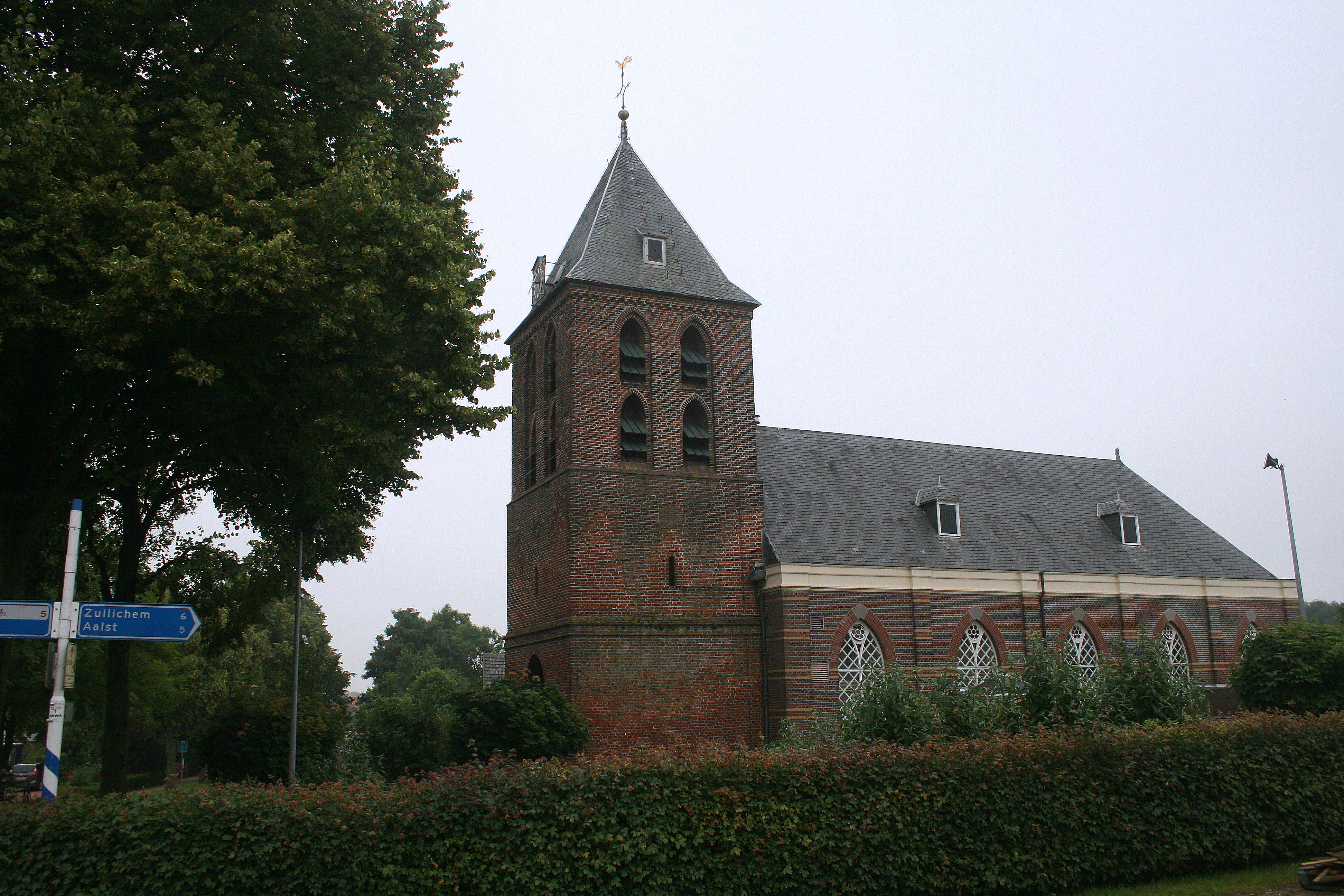
Протестантська церква
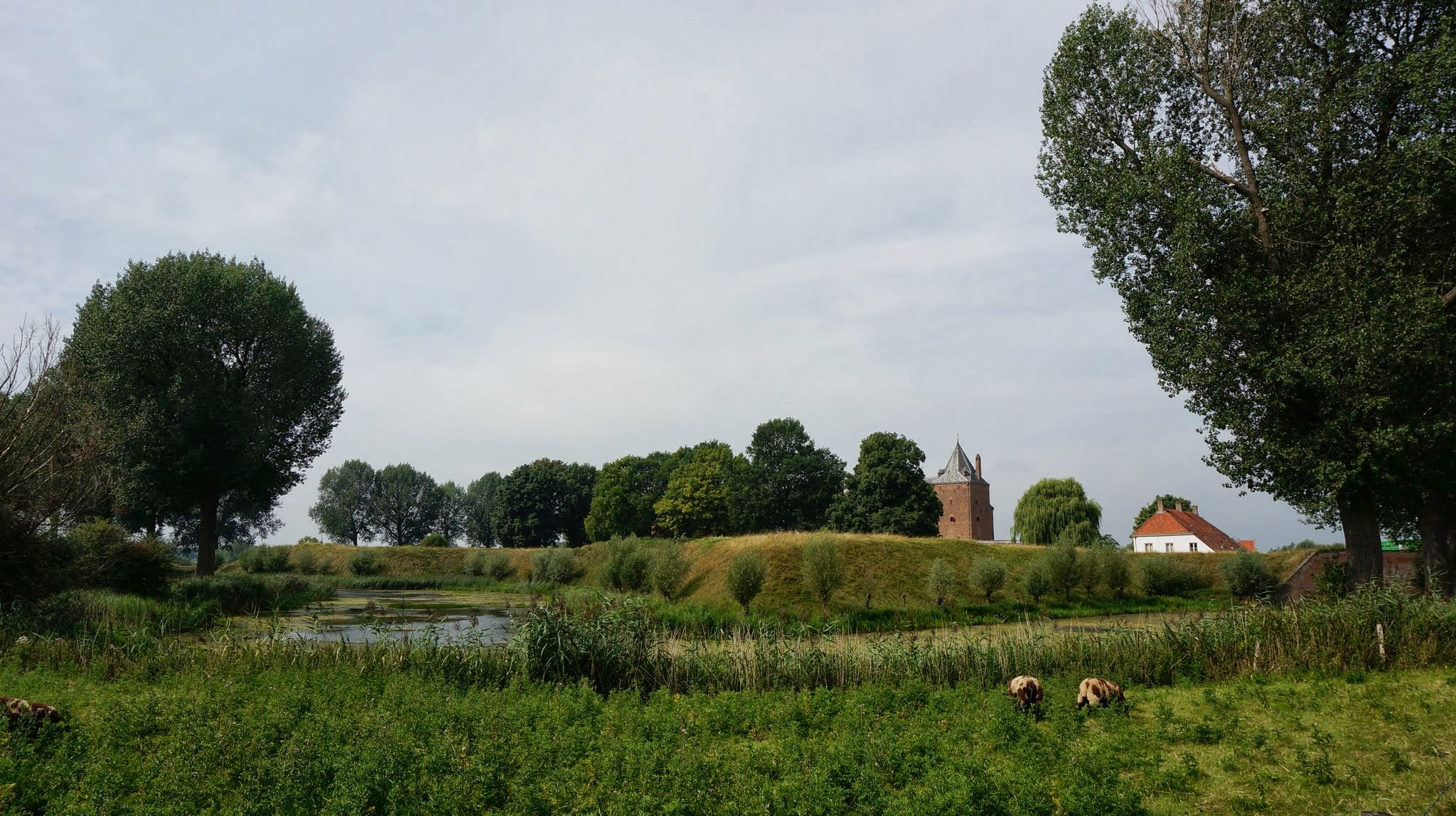
Сільська панорама
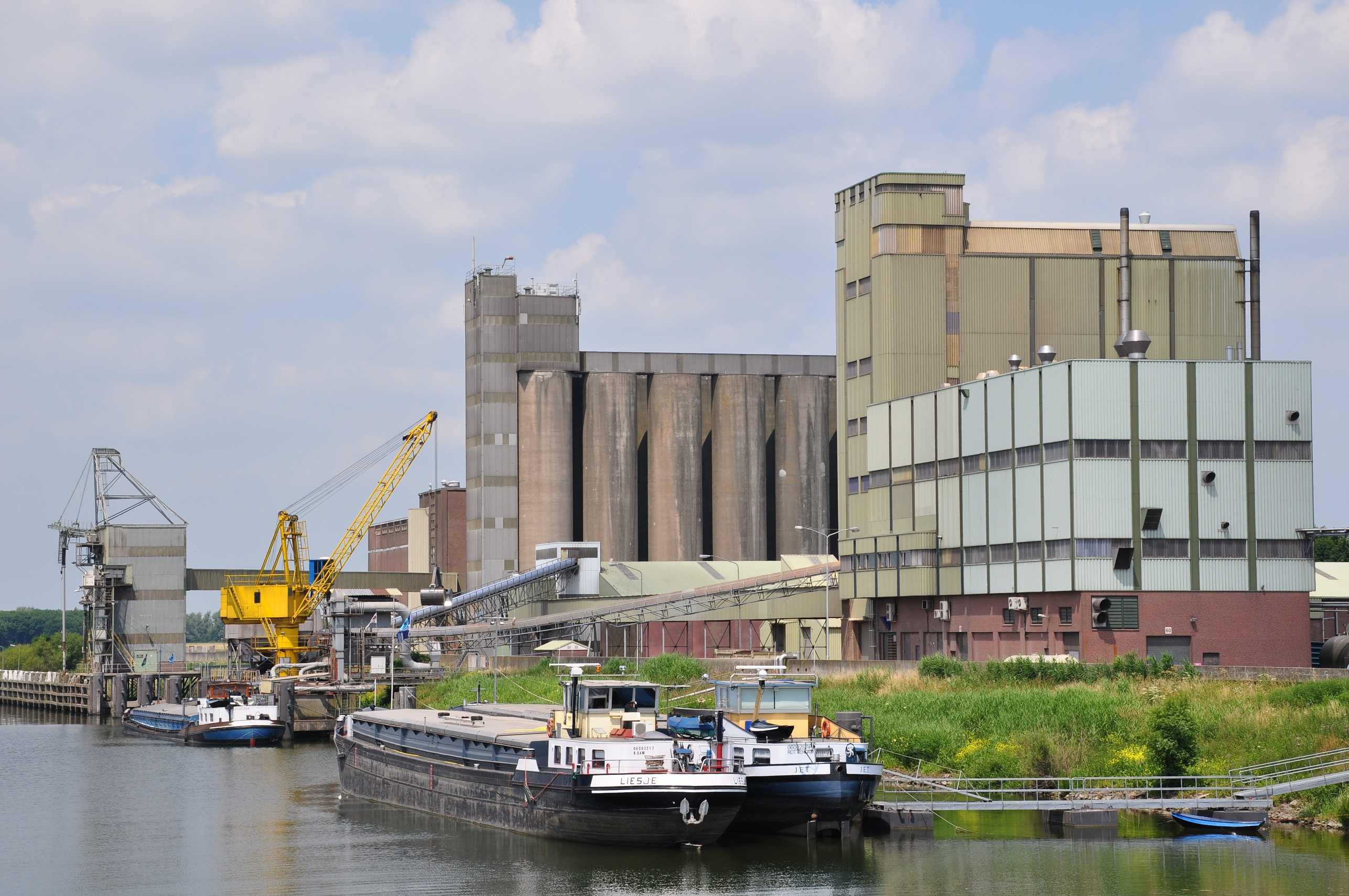
Промислові об'єкти на березі Мааса
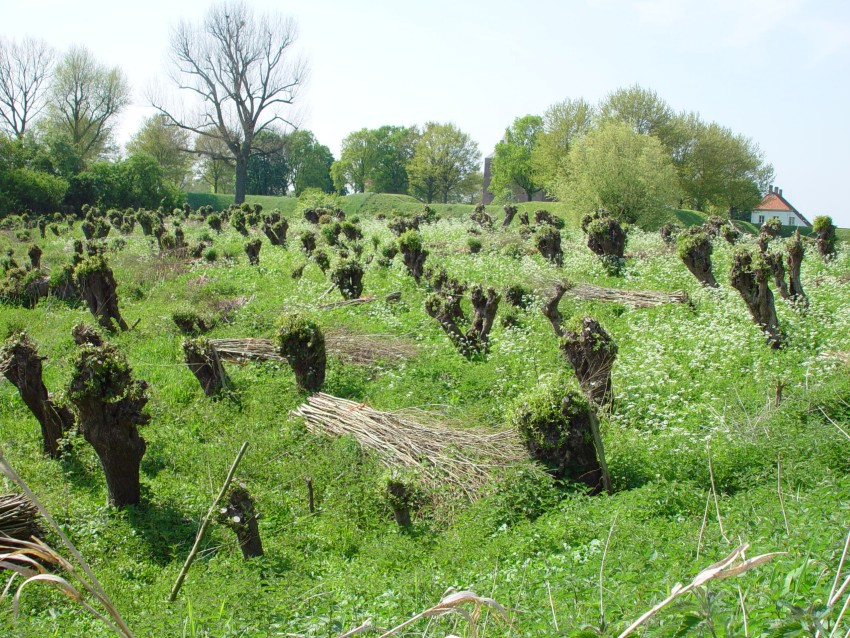
Верби біля села